# Dibolia timida
Dibolia timida är en skalbaggsart som först beskrevs av Johann Karl Wilhelm Illiger 1794.  Dibolia timida ingår i släktet Dibolia, och familjen bladbaggar. Arten har ej påträffats i Sverige.